# Nailed by the hammer of Frankenstein
«Nailed by the hammer of Frankenstein» es un sencillo de la banda finlandesa de hard rock Lordi, que fue publicado el 19 de septiembre de 2014. Es el primer sencillo del álbum Scare Force One.

## Lista de canciones
- Nailed by the hammer of Frankenstein (03:20)

## Créditos
- Mr. Lordi (vocalista)
- Amen (guitarra)
- OX (bajo)
- Mana (batería)
- Hella (piano)